# Bonagiunta Orbicciani
Bonagiunta Orbicciani (* um 1224) war ein aus der Toskana stammenden italienischen Dichter.

## Leben und Werk
Über Orbicciani liegen nur spärliche biographische Daten vor. Ein Bonagiunta Orbicciani ist zwischen 1242 und 1257 als Notar und Richter in mehreren im Stadtarchiv von Lucca aufbewahrten Dokumenten erwähnt. Anhand der Dokumente kann davon ausgegangen werden, dass er nicht nach 1224 geboren wurde.
Orbicciani gilt als der vielleicht treueste Ermittler der Stile der Sizilianer in der Toskana. Sein Stil scheint fern vom sogenannten trobar clus zu sein, und zwar vom schwierigen und absichtlich matten Stil von Guittone, mit dem er jedoch die ethischen Themen teilte, wobei er einen klaren Stil bevorzugte, der aus dem trobar leu (hell) hervorging.
In einem seiner Sonette (Voi, ch’avete mutata la maniera) verweist er sich auf Guinizelli, indem er seine Stellungnahme gegen den aufsteigenden dolce stil novo darstellt und macht dem Intellektualismus, den er als eine Annäherung an den trobar clus empfindet, Vorwürfe.
Aus seiner Literatur sind 38 Werke erhalten geblieben (18 bestimmte und ein ihm zuschreibbares Sonett, weitere 11 Gesänge, 2 discordi und 5 Balladen), die oft die Themen der Sizilianischen aulischen, völkischen, liebhaften und urteilhaften Dichterschule weiterleiten.
Orbicciani, an eine höfische Erziehung und an einen Begriff der Liebe als vornehmes Behagen gebunden, sah einfach nicht ein, dass die Beförderer des süßen neuen Stils die Philosophie und die Wissenschaft die Werkzeuge einer psychologischen Vertiefung des Liebebegriffs betrachteten und dass ihre Dichtung insgesamt als piana e dolce (klar und süß) klang.
Dante Alighieri zitiert ihn im Purgatorio seiner Göttlichen Komödie und bezeichnet ihn als Vorfechter einer abgegriffenen Dichtung.  